# Вања (име)
Вања је име. Првобитно је то био надимак за Ивана.
Људи са овим именом су:
- Вања Булић (1947), српски новинар и писац
- Вања Вучићевић (1998), српски фудбалер
- Вања Драч (1932–2009), хрватски позоришни и филмски глумац
- Вања Ејдус (1976), српска глумица
- Вања Звеканов (2000), српски професионални фудбалер
- Вања Илић (рукометаш) (1993), српски рукометаш
- Вања Илић (пливач) (1927–2018), југословенски пливач
- Вања Маринковић (1997), српски професионални кошаркаш
- Вања Милинковић-Савић (1997), српски фудбалер
- Вања Плиснић (1980), бивши српски професионални кошаркаш
- Вања Радауш (1906–1975), хрватски кипар, сликар и писац
- Вања Радовановић (1982), црногорски певач и текстописац
- Вања Удовичић (1982), професионални ватерполиста Србије